# Carteololo
Il  carteololo è un principio attivo betabloccante indicato per il trattamento del glaucoma prodotto dalla Sifi SpA, su licenza Otsuka Pharmaceutical Co. Ltd, sotto forma di collirio al 1-2%.

## Indicazioni
Viene utilizzato sotto forma di colliro all'1-2% per terapia dell'ipertensione oculare e del glaucoma primario ad angolo aperto.

## Controindicazioni
Controindicati nelle persone con bradicardia, blocco atrio-ventricolare o scompenso cardiaco.

## Dosaggi
- Occorre instillare 2 volte al giorno

## Effetti indesiderati
Fra gli effetti collaterali più frequenti si riscontrano  bruciore, dolore, eritema, sensazione di prurito e secchezza oculare.